# Kununu
Kununu ist eine Online-Plattform für Arbeitgeberbewertungen und Gehaltsvergleiche. Sie wurde 2007 in Wien als eine der ersten derartigen Plattformen im deutschsprachigen Raum von den Brüdern Martin und Mark Poreda gegründet. Kununu ist Marktführer im Bereich der Plattformen für Arbeitgeberbewertungen.
Arbeitnehmer, Auszubildende sowie Bewerber in Österreich, Deutschland und der Schweiz können Arbeitgeber sowie Bewerbungsprozesse anonym über die Plattform bewerten. Unternehmen haben die Möglichkeit, sich über kostenpflichtige Employer-Branding-Profile als Arbeitgeber zu präsentieren.
Der Begriff Kununu stammt aus der afrikanischen Sprache Swahili und bedeutet „unbeschriebenes Blatt“.

## Eigentumsverhältnisse
Im Januar 2013 gab die Xing AG die 100%ige Übernahme der kununu GmbH bekannt. Xing zahlte zunächst 3,6 Millionen Euro und abhängig von weiteren Faktoren wie Umsatz- und Ergebnisentwicklung in den folgenden beiden Jahren noch einmal maximal weitere 5,8 Millionen Euro.  Der Unternehmenssitz blieb auch nach der Übernahme Wien. Geschäftsführer ist Thomas Vollmoeller, der gleichzeitig auch Vorstandsvorsitzender der Xing AG ist. Bereits 2011 hatte Xing die auf Kununu abgegebenen Arbeitgeber-Bewertungen in ihre Unternehmensprofile integriert.

## Arbeitgeberbewertungen
Unternehmen können als Arbeitnehmer nach Kategorien wie Betriebsklima, Arbeitsbedingungen, Gleichberechtigung, Image und Engagement bewertet werden. Im November 2015 wurde die Anzahl von 1.000.000 Bewertungen auf kununu.com überschritten. Bislang wurden über 230.000 Unternehmen bewertet.

## Unternehmensprofile
Unternehmen können kostenpflichtige Profile auf Kununu anlegen, um sich dort als Arbeitgeber zu präsentieren. Neben Texten können auch Videos und Bildmaterial auf die Plattform hochgeladen werden. Es ist für Unternehmen auch möglich, kostenlos zu Bewertungen der User Stellung zu nehmen.
Arbeitgeberportraits werden unter anderem von Allianz, Siemens und Microsoft betrieben.

## Nutzerzahlen
Kununu verzeichnet 1,3 Millionen Einzelnutzer sowie durchschnittlich 7,5 Millionen Seitenaufrufe pro Monat.